# Emil Mangelsdorff
Emil Mangelsdorff (Fráncfort del Meno, República de Weimar, 11 de abril de 1925-Fráncfort del Meno, Alemania, 21 de enero de 2022) fue un músico de jazz que tocaba el saxofón alto y soprano, el clarinete y la flauta.

## Biografía
En 1942 y 1943 Mangelsdorff estudió clarinete en el conservatorio superior de Fráncfort. Como miembro de un Hot Club ilegal acabó detenido por la Gestapo. Fue reclutado forzosamente en el ejército alemán y fue prisionero de guerra del ejército soviético durante cuatro años. En 1949 retornó a Fráncfort y decidió dedicarse al jazz de manera profesional. Tocó en los combos de Joe Klimm y Jutta Hipp, y también fue miembro de la Frankfurt All Stars la Jazz-Ensemble de la Hessischer Rundfunk desde 1958. Desde los años 1960 dirigió su propio cuarteto. En 1964 Mangelsdorff escribió un manual de instrucción para saxofón de jazz. En 2006 fue premiado con la Medalla Goethe del estado de Hessen. En 2008 recibió la Bundesverdienstkreuz (Orden del mérito de la República Federal Alemana).
El trombonista de jazz Albert Mangelsdorff es su hermano.